# Nomi cose e città
Nomi cose e città è il primo album in studio del rapper italiano Franco Negrè, pubblicato nel 2007 da La Grande Onda.

## Tracce
1. VT-CS feat. Kiave
2. Finché puoi feat. Hyst
3. Ieri e oggi
4. Macheneso feat. Turi
5. Musica buffa feat. Ghemon
6. Causa effetto feat. Rock Drive
7. Pausa caffè feat. Kiave
8. Parlami di te feat. Hyst, Mistaman
9. Vizi feat. Ivan, Elisa
10. Sogno o realtà
11. Vita da cani
12. Di passaggio feat. Giga Scsi, Kiave
13. Equilibrio feat. Rukawa
14. Febbre
15. Contrasti